# Piancastagnaio
Piancastagnaio is een gemeente in de Italiaanse provincie Siena (regio Toscane) en telt 4171 inwoners (31-12-2004). De oppervlakte bedraagt 69,7 km², de bevolkingsdichtheid is 60 inwoners per km².

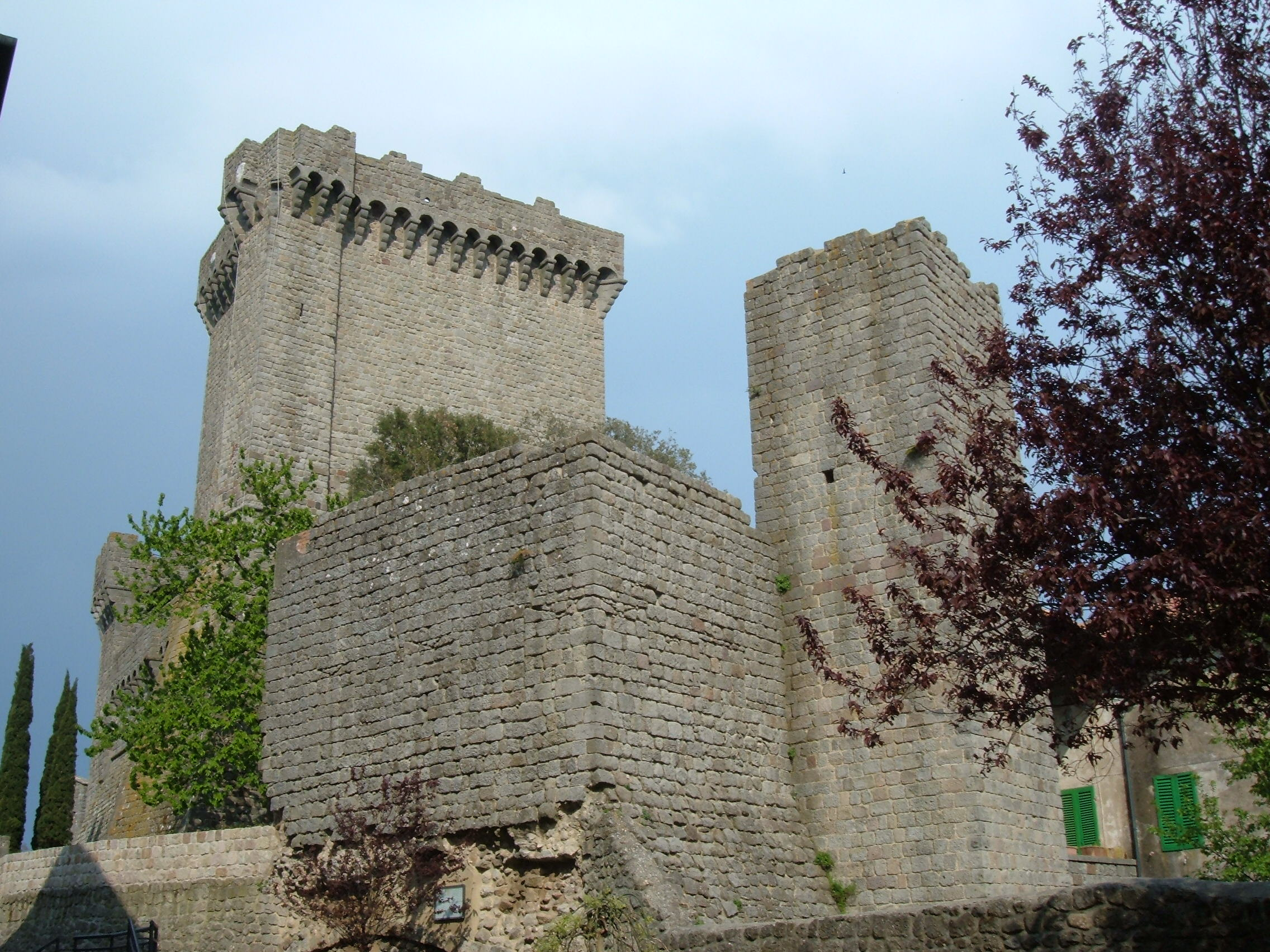
Rocca Aldobrandesca
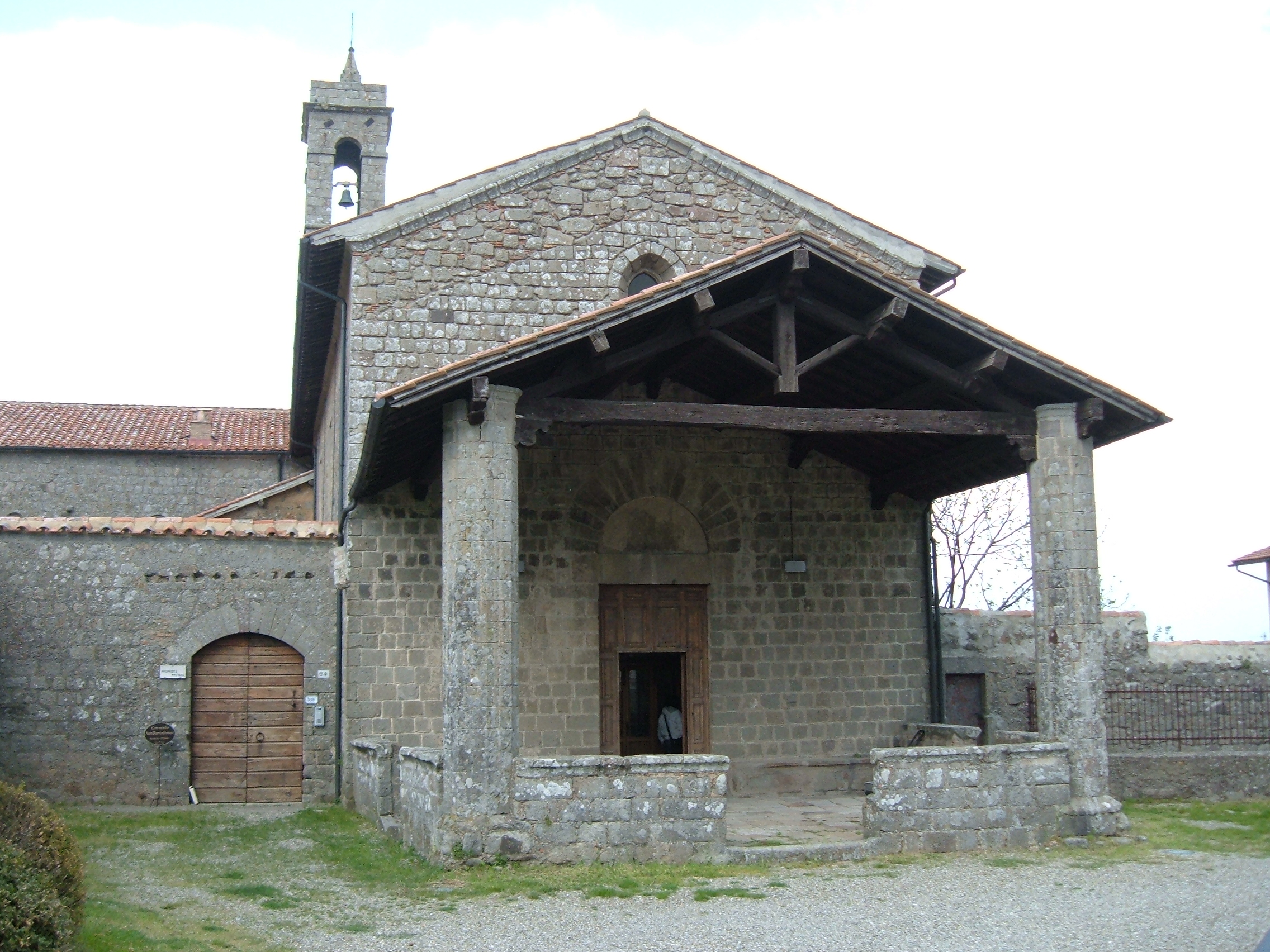
San Francesco
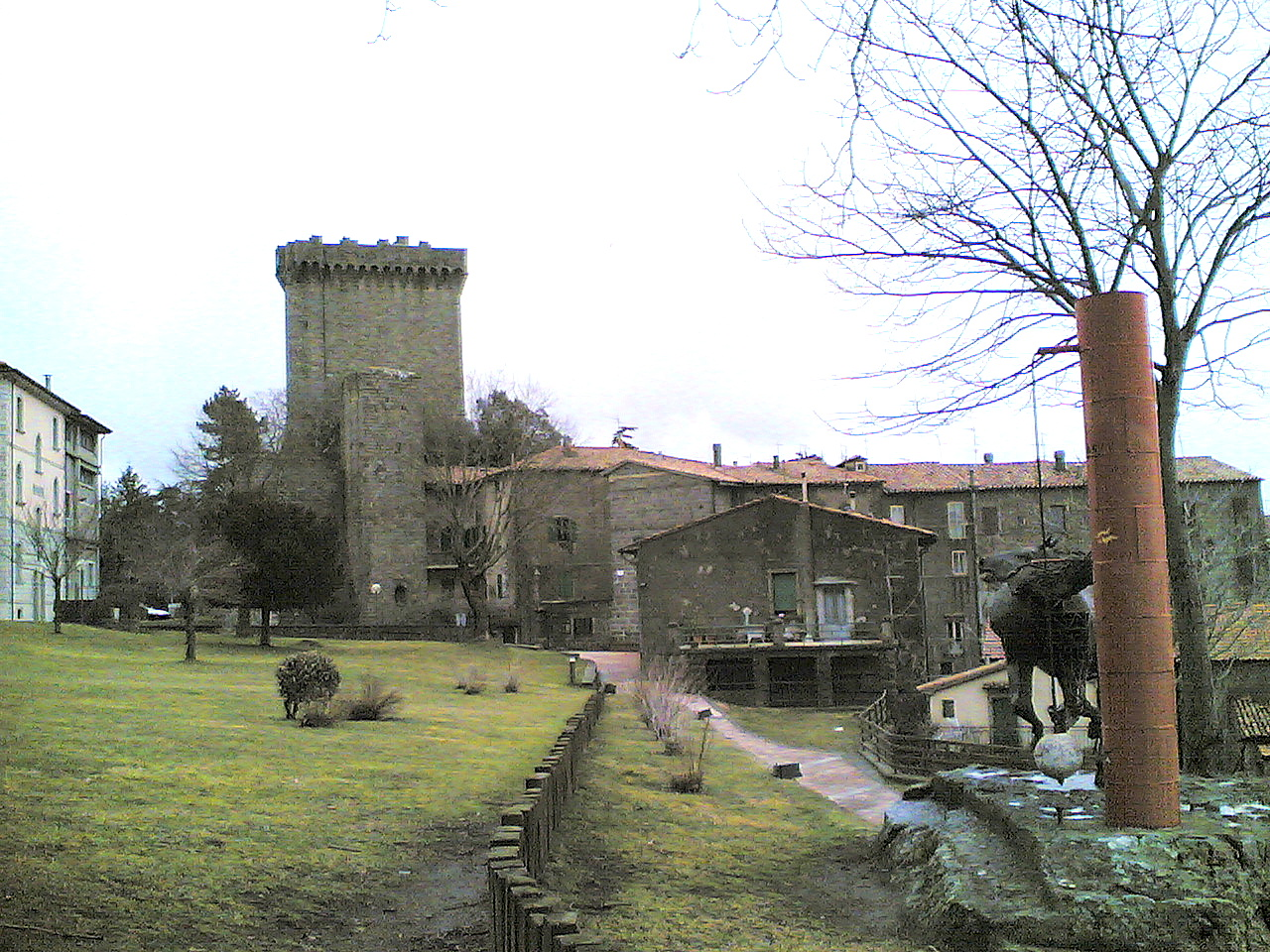
Piancastagnaio
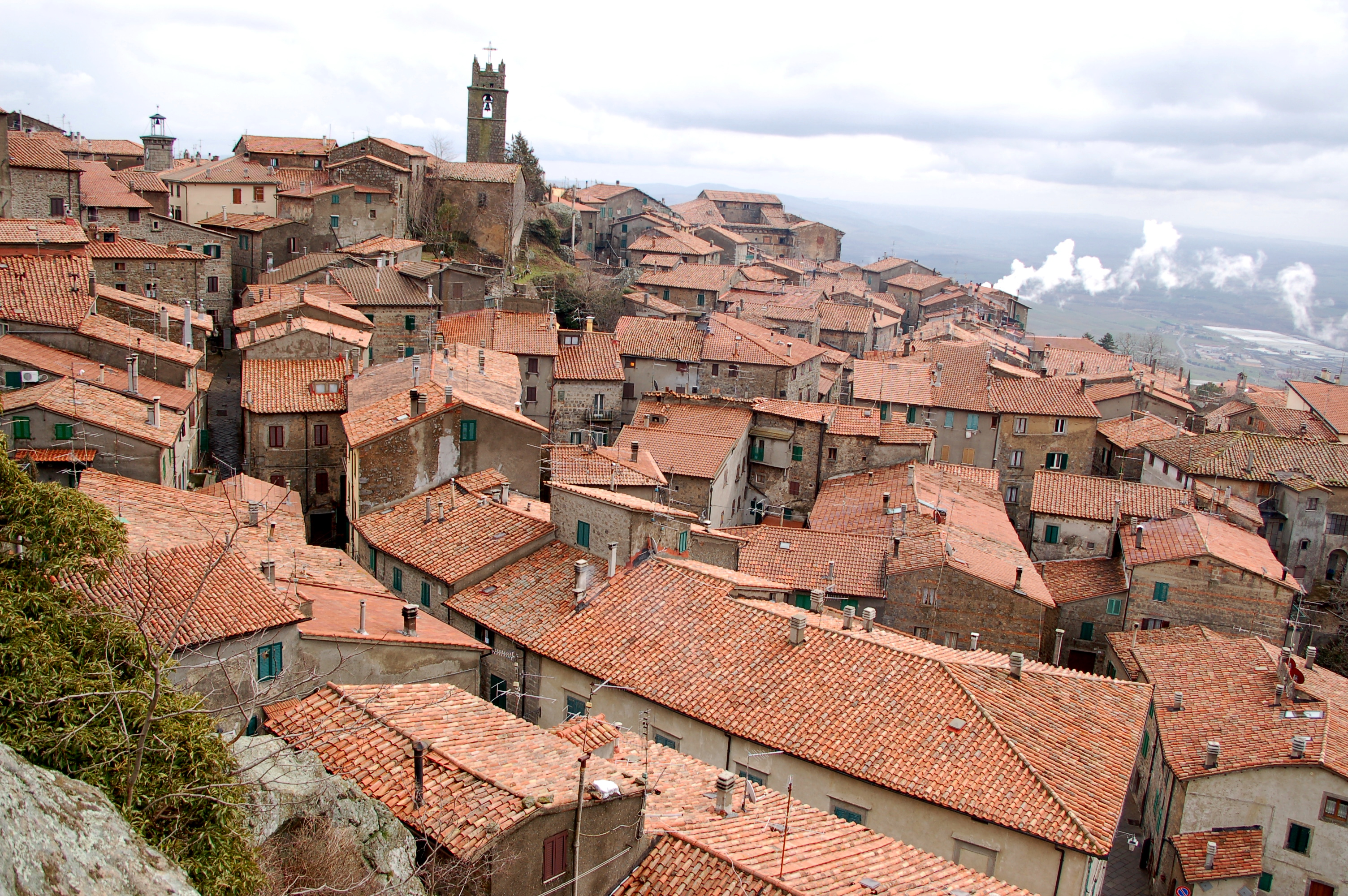
Piancastagnaio

## Demografie
Piancastagnaio telt ongeveer 1733 huishoudens. Het aantal inwoners daalde in de periode 1991-2001 met 4,7% volgens cijfers uit de tienjaarlijkse volkstellingen van ISTAT.
| Jaar | Inwoneraantal |
| ---- | ------------- |
| 1991 | 4401          |
| 2001 | 4196          |

## Geografie
De gemeente ligt op ongeveer 772 m boven zeeniveau.
Piancastagnaio grenst aan de volgende gemeenten: Abbadia San Salvatore, Castell'Azzara (GR), Proceno (VT), San Casciano dei Bagni, Santa Fiora (GR).